# Frauen-Bundesliga 2019-2020
La Frauen-Bundesliga 2019-2020, ufficialmente FLYERALARM Frauen-Bundesliga per motivi di sponsorizzazione, è stata la 30ª edizione della massima divisione del campionato tedesco femminile di calcio. Il campionato è iniziato il 17 agosto 2019 e si è conclusa, dopo un periodo di sospensione di circa tre mesi dovuto alla pandemia di COVID-19 in Germania, il 28 giugno 2020, sebbene la conclusione originaria sarebbe dovuta essere il 17 maggio 2020. Il Wolfsburg ha vinto il campionato per la sesta volta nella sua storia sportiva, la quarta consecutiva.

## Stagione

### Novità
Dalla Frauen-Bundesliga 2018-2019 sono stati retrocessi in 2. Frauen-Bundesliga il Borussia Mönchengladbach e il Werder Brema. Dalla 2. Frauen-Bundesliga sono stati promossi, entrambi al rientro in Frauen-Bundesliga dopo un solo anno di assenza, il Colonia e lo Jena, rispettivamente terza e quarta squadra classificata e promosse poiché i primi due classificati, rispettivamente Bayern Monaco II e Wolfsburg II, non potevano salire nella categoria superiore in quanto squadre riserva.

### Formula
Le 12 squadre si affrontano in un girone all'italiana con partite di andata e ritorno, per un totale di 22 giornate. La squadra prima classificata è campione di Germania, mentre le ultime due classificate retrocedono in 2. Frauen-Bundesliga. Le prime due classificate sono ammesse alla UEFA Women's Champions League per l'edizione 2020-2021.

### Avvenimenti
Dopo la sedicesima giornata di campionato, disputatasi il 1º marzo 2020, il campionato di Frauen-Bundesliga prevedeva una sosta di due settimane per lasciare spazio alla partecipazione della nazionale tedesca all'Algarve Cup, prevista dal 4 all'11 marzo 2020. L'8 marzo 2020, a seguito dell'acuirsi della pandemia di COVID-19 in Germania, il ministro federale della salute Jens Spahn consigliò la cancellazione degli eventi con più di 1 000 persone presenti. Il 16 marzo 2020 la DFB annunciò la sospensione fino al 19 aprile successivo della Frauen-Bundesliga della DFB-Pokal der Frauen a causa della pandemia di COVID-19 in atto. Il 31 marzo venne annunciato un prolungamento della sospensione dei tornei fino al 30 aprile successivo. In una riunione dei club del 20 maggio venne annunciata l'intenzione di riprendere il campionato il 29 maggio successivo e portarlo a termine, proposta che venne accolta e confermata dalla DFB-Bundestag il 25 maggio successivo in una riunione straordinaria. Tutte le partite dalla diciassettesima giornata in poi sarebbero state disputate a porte chiuse.

## Squadre partecipanti
| Club               | Stagione | Città                 | Stadio                   | Stagione precedente              |
| ------------------ | -------- | --------------------- | ------------------------ | -------------------------------- |
| 1. FFC Francoforte | dettagli | Francoforte sul Meno  | Stadion am Brentanobad   | 5º posto in Frauen-Bundesliga    |
| Bayer Leverkusen   | dettagli | Leverkusen            | Ulrich-Haberland-Stadion | 10º posto in Frauen-Bundesliga   |
| Bayern Monaco      | dettagli | Monaco di Baviera     | Grünwalder Stadion       | 2º posto in Frauen-Bundesliga    |
| Colonia            | dettagli | Colonia               | Franz-Kremer-Stadion     | 3º posto in 2. Frauen-Bundesliga |
| Friburgo           | dettagli | Friburgo in Brisgovia | Möslestadion             | 7º posto in Frauen-Bundesliga    |
| Hoffenheim         | dettagli | Hoffenheim            | Dietmar-Hopp-Stadion     | 6º posto in Frauen-Bundesliga    |
| Jena               | dettagli | Jena                  | Ernst-Abbe-Sportfeld     | 4º posto in 2. Frauen-Bundesliga |
| MSV Duisburg       | dettagli | Duisburg              | PCC-Stadion              | 9º posto in Frauen-Bundesliga    |
| Sand               | dettagli | Willstätt             | Orsay-Stadion            | 8º posto in Frauen-Bundesliga    |
| SGS Essen          | dettagli | Essen                 | Stadion Essen            | 4º posto in Frauen-Bundesliga    |
| Turbine Potsdam    | dettagli | Potsdam               | Karl-Liebknecht-Stadion  | 3º posto in Frauen-Bundesliga    |
| Wolfsburg          | dettagli | Wolfsburg             | AOK Stadion              | Campione di Germania             |

## Classifica finale
Fonte: sito ufficiale
|  | Pos. | Squadra            | Pt | G  | V  | N | P  | GF | GS | DR  |
|  | ---- | ------------------ | -- | -- | -- | - | -- | -- | -- | --- |
|  | 1.   | Wolfsburg          | 62 | 22 | 20 | 2 | 0  | 93 | 8  | +85 |
|  | 2.   | Bayern Monaco      | 54 | 22 | 17 | 3 | 2  | 60 | 14 | +46 |
|  | 3.   | Hoffenheim         | 49 | 22 | 16 | 1 | 5  | 67 | 24 | +43 |
|  | 4.   | Turbine Potsdam    | 37 | 22 | 12 | 1 | 9  | 52 | 45 | +7  |
|  | 5.   | SGS Essen          | 35 | 22 | 11 | 2 | 9  | 41 | 39 | +2  |
|  | 6.   | 1. FFC Francoforte | 33 | 22 | 10 | 3 | 9  | 44 | 47 | -3  |
|  | 7.   | Friburgo           | 31 | 22 | 9  | 4 | 9  | 43 | 47 | -4  |
|  | 8.   | Sand               | 25 | 22 | 8  | 1 | 13 | 24 | 43 | -19 |
|  | 9.   | MSV Duisburg       | 17 | 22 | 4  | 5 | 13 | 19 | 47 | -28 |
|  | 10.  | Bayer Leverkusen   | 17 | 22 | 5  | 2 | 15 | 22 | 51 | -29 |
|  | 11.  | Colonia            | 17 | 22 | 5  | 2 | 15 | 22 | 60 | -38 |
|  | 12.  | Jena               | 4  | 22 | 0  | 4 | 18 | 15 | 77 | -62 |

Legenda:
      Campione di Germania e ammessa alla UEFA Women's Champions League 2020-2021
      Ammessa alla UEFA Women's Champions League 2020-2021
      Retrocesse in 2. Frauen-Bundesliga
Note:
Tre punti a vittoria, uno a pareggio, zero a sconfitta.

## Risultati
|                    | Fra  | BaL  | BaM  | Col  | Fri  | Hof  | Jen  | MSV  | San  | SGS  | Tur  | Wol  |
| ------------------ | ---- | ---- | ---- | ---- | ---- | ---- | ---- | ---- | ---- | ---- | ---- | ---- |
| 1. FFC Francoforte | –––– | 3-1  | 2-3  | 1-0  | 0-2  | 2-2  | 4-2  | 5-1  | 3-1  | 1-1  | 3-2  | 0-3  |
| Bayer Leverkusen   | 1-3  | –––– | 0-3  | 3-1  | 1-0  | 1-3  | 2-0  | 0-2  | 1-2  | 2-0  | 1-5  | 0-7  |
| Bayern Monaco      | 3-0  | 1-2  | –––– | 5-2  | 2-0  | 3-0  | 2-0  | 4-0  | 3-1  | 2-0  | 3-1  | 0-0  |
| Colonia            | 1-4  | 4-3  | 0-4  | –––– | 2-4  | 0-1  | 1-0  | 2-1  | 1-0  | 1-0  | 1-2  | 0-5  |
| Friburgo           | 3-3  | 1-1  | 1-3  | 6-1  | –––– | 1-5  | 4-0  | 2-2  | 0-0  | 1-2  | 3-2  | 0-8  |
| Hoffenheim         | 4-0  | 4-1  | 1-0  | 4-0  | 4-1  | –––– | 2-0  | 3-0  | 1-0  | 7-0  | 5-1  | 2-5  |
| Jena               | 2-3  | 0-0  | 0-3  | 2-2  | 0-6  | 1-6  | –––– | 0-2  | 0-2  | 1-7  | 1-6  | 0-6  |
| MSV Duisburg       | 1-2  | 2-1  | 2-2  | 1-1  | 0-1  | 0-4  | 0-0  | –––– | 0-2  | 0-4  | 0-0  | 1-6  |
| Sand               | 3-0  | 1-0  | 0-5  | 2-1  | 0-2  | 0-6  | 4-2  | 0-2  | –––– | 3-0  | 0-4  | 0-4  |
| SGS Essen          | 2-1  | 3-1  | 0-3  | 3-1  | 5-0  | 3-2  | 1-1  | 2-1  | 5-2  | –––– | 2-0  | 0-3  |
| Turbine Potsdam    | 4-3  | 1-0  | 1-5  | 5-0  | 4-5  | 2-1  | 6-2  | 2-1  | 2-1  | 1-0  | –––– | 0-3  |
| Wolfsburg          | 5-1  | 5-0  | 1-1  | 4-0  | 2-0  | 3-0  | 8-1  | 4-0  | 1-0  | 5-1  | 5-1  | –––– |

## Statistiche

### Classifica marcatrici
Fonte: sito ufficiale.
| Gol | Rigori |  | Giocatore          | Squadra            |
| --- | ------ |  | ------------------ | ------------------ |
| 27  | 7      |  | Pernille Harder    | Wolfsburg          |
| 18  | 4      |  | Nicole Billa       | Hoffenheim         |
| 16  | 2      |  | Laura Freigang     | 1. FFC Francoforte |
| 16  |        |  | Ewa Pajor          | Wolfsburg          |
| 16  | 2      |  | Lea Schüller       | SGS Essen          |
| 15  |        |  | Lara Prašnikar     | Turbine Potsdam    |
| 12  |        |  | Isabella Hartig    | Hoffenheim         |
| 11  |        |  | Tabea Waßmuth      | Hoffenheim         |
| 11  |        |  | Klara Bühl         | Friburgo           |
| 11  |        |  | Alexandra Popp     | Wolfsburg          |
| 11  | 2      |  | Jovana Damnjanović | Bayern Monaco      |
| 10  |        |  | Linda Dallmann     | Bayern Monaco      |